# Wigginsia wigginsi
Wigginsia wigginsi är en svampdjursart som beskrevs av de Laubenfels 1953. Wigginsia wigginsi ingår i släktet Wigginsia och familjen Acarnidae.
Artens utbredningsområde är havet utanför Alaska. Inga underarter finns listade i Catalogue of Life.